# James Fitzgerald (14e comte de Desmond)
Pour les articles homonymes, voir James FitzGerald.
James (Séamus) FitzJohn FitzGerald   (mort le 14 octobre 1558) est le  14e comte de Desmond  de 1536 à sa mort.

## Biographie
James  FitzGerald, est le second fils de John FitzThomas FitzGerald, de facto 13e comte de Desmond, et de Mór Ó Brien, fille de Donogh Ó Brien de Carrigogunnel, Lord de Pobble; Héritier de son père à la suite de la disparition de son frère aîné Thomas en 1520 il s’autoproclame « comte » après sa mort en 1536 mais il n'est reconnu qu'en 1541 à la mort de James Fitz Maurice. Initialement allié aux  groupes rebelles d'Irlande il gagne ensuite les faveurs de la couronne et en 1547 il est nommé  Lord Trésorier d'Irlande une fonction qu'il occupe jusqu'à sa mort .

## Unions et postérité
James FiteGerald contracte deux unions avec
1. Joan Roche dont

- Sir Thomas Ruadh de Conna (morte en 1595) père de James Fitzgerald (16e comte de Desmond), dit The Súgán Earl et de John 17e comte prétendant.

1. Il épouse ensuite Mór fille de Maolruanaidh Ó Cearbhail dont

- Gerald FitzGerald 15e Comte père de James 16e comte en opposition 1600-1601

## Source
- (en) T.W Moody, F.X. Martin et F.J. Byrne, A New History of Ireland IX Maps, Genealogies, Lists. A companion to Irish History part II, Oxford, Oxford University Press, 2011, 690 p. (ISBN 978-0-19-959306-4).